# Фальковский, Илья Леонидович
Илья Леонидович Фальковский (род. 1972, Москва) — российский литератор, публицист и художник, идеолог творческой группы ПГ. Лауреат премии Кандинского в номинации «медиа-арт» (в составе группы ПГ). Колумнист журнала «Артхроника». Публиковался в журналах «ХЖ», «Иностранная литература», «Забриски Райдер», «Philologica», «НЛО», «Митин журнал», «ОМ», «Птюч», «Независимой газете», «Русской мысли», «Литературной газете», интернет-изданиях OpenSpace.ru, Грани.ру и т. д..

## Биография
Внук художника А. П. Фальковского, сын физика Л. А. Фальковского. С 1996 года публикуется как автор рассказов и филолог. С 1998 г. редактор альманаха «ПГ». Автор текстов первого музыкального альбома группы ПГ «Рэп-2000», по мнению журнала «Афиша» входящего в 16 главных альбомов русского андерграундного рэпа. В альбоме впервые заявил о себе как рэп-исполнитель будущий вокалист группы «Кровосток» Шило. В 2000—2002 годах — участник движения «новая драма» и театрального фестиваля «Любимовка». Положительных отзывов критиков удостоились его пьесы «Тува — страна которой нет» и «Рыбалка». Пьеса «Рыбалка» показана в театре «Ройал Корт» (Лондон) в рамках фестиваля International Playwrights (пер. на англ. А. Дагдейл). В 2003 г. проходит первая персональная выставка группы ПГ в новом здании ГТГ на Крымском валу. В 2004—2014 гг. выпускает ряд книг в жанре «документальная литература», посвященных современному российскому радикализму. Книга «Незаметные убийства» попала в «Выбор критика» газеты «Коммерсант».
С 2014 года живёт в Китае, женат на китаянке, преподает русский язык в первом в истории Китая частном китайском университете в провинции Гуандун, публикует прозу и статьи на тему российско-китайских культурных связей. В 2018 года состоялась презентация книги «Володя, Вася и другие: истории старых китайских интеллигентов, рассказанные ими самими» на российском национальном стенде Пекинской международной книжной ярмарки.

## Книги
- Ильяс Фалькаев. Дать 3,14зды. — [Москва]: Поп-графика, 2004.— 160 с.
- Илья Фальковский, Александр Литой. Ударные отряды против Путина. — [Москва]: Алгоритм, 2013. — 288 с. — ISBN 978-5-4438-0476-7
- Илья Фальковский. Незаметные убийства. — [Москва]: Common Place, 2014. — 202 с. — ISBN 978-99970-0113-9. Ilja Falkovskij. Neviditelné vraždy. — [Praha]: Antifašistická akce, 2015. — 194 s. — ISBN 978-80-260-7938-5
- Илья Фальковский. Книга живых. — [Казань]: Ил-music, 2015. — 336 с. — ISBN 978-5-9904994-2-3
- Илья Фальковский. Володя, Вася и другие: истории старых китайских интеллигентов, рассказанные ими самими. — [Санкт-Петербург]: Алетейя, 2018. — 218 с. — ISBN 978-5-906980-73-1
- Илья Фальковский. Чужой среди чужих. — [Москва]: Живёт и работает; [Казань]: Смена, 2018. — 56 с. — ISBN 978-5-9904994-7-8
- Илья Фальковский. Жемчужная река. — [Москва]: ArsisBooks, 2021. — 208 с. — ISBN 978-5-907406-06-3
- Илья Фальковский. По следам Бурхана Шахиди, или Синьцзян 50 лет спустя — [Москва]: Напильник, 2022. — 368 с. — ISBN 978-5-7164-1217-0

### Коллективные монографии
- Русский язык за пределами России (отв. ред. Борис Норман, Хольгер Куссе). Раздел «Русский язык в Китае». — [Екатеринбург — Москва]: Кабинетный ученый, 2021. — 416 с. — ISBN 978-5-6044025-6-6
- Art in Diverse Social Settings (ed. by Susana Gonçalves, Suzanne Majhanovich). Chapter 5 «Activist Art and Political Philosophy». Chapter 7 «Art and Resistance: How a Small National Minority Struggles to Defend Its Cultural Identity». — [Bingley]: Emerald Publishing Ltd., 2021. — 288 с. — ISBN 978-1-80043-897-2